# چارلز اسپورجن
چارلز هدون اسپورجن (زاده ۱۹ ژوئن ۱۸۳۴ - درگذشته ۳۱ ژانویه ۱۸۹۲) واعظ، کشیش، نویسنده و مبلغ مذهبی بریتانیایی بود. او همچنین معتقد به فرقه باپتیست بود. مردم او را به شاهزاده کشیش‌ها نیز می‌شناختند.
چارلز اسپورجن در طول زندگی خود به حدود ۱۰ میلیون نفر آموزه‌ها و اندرزهای دینی تعلیم داد. وی حدود ۱۰ بار در هفته و در جاهای گوناگون به پندگویی و تدریس مردم می‌پرداخت. نصایح و گفتارهای دینی او به زبان‌های زیادی ترجمه شده‌است. در میان نویسندگانی که دربارهٔ دین مسیحیت صاحب اثر هستند، چارلز اسپورجن دارای تعداد نوشته‌ها و کتاب‌های بیشتری است.
چارلز اسپورجن به مدت ۳۸ سال کشیش کلیسای بزرگ متروپالیتن تابرناکل در شهر لندن بود. پس از دکتر جان ریپون که یکی از کشیش‌های بزرگ بریتانیا تا آن زمان بود، چارلز اسپورجن محبوب‌ترین و بزرگترین کشیش دوره خود گردید.
وی بخشی از گروه‌های مجادله‌ای و مباحثه‌ای جامعه باپتیست‌های بریتانیا بود که البته بعداً" از این دسته جدا گردید. چارلز اسپورجن در طول زندگی از بیماری‌های روانی و ذهنی به ویژه افسردگی رنج می‌برد. وی همچنین در سال ۱۸۵۷ یک بنیاد خیریه بنا نهاد که هم‌اکنون در سراسر جهان فعال است. نام این مؤسسه نیکوکاری اسپورجن است.

## زندگی‌نامه

### دوران کورکی و سابقه خانوادگی

#### خانواده
چارلز اسپورجن در ۱۹ ژوئن ۱۸۳۴ در استان اسکس بریتانیا، شهر کلودون زاده شد. مادرش الیزا جارویس و پدرش جان اسپورجن نام داشت. چارلز بزرگترین فرزند خانواده بود. مادر چارلز در ۳ مه ۱۸۱۵ در نزدیکی بلکمپ اوتن متولد شده بود و در هنگام تولد چارلز ۱۹ سال داشت. پدر چارلز در ۱۵ ژوئیه ۱۸۱۰ در کلر سافولک متولد شده بود و در هنگام تولد چارلز ۲۴ ساله بود. چارلز ۱۶ خواهر و برادر داشت که ۹ نفر آن‌ها در هنگام کودکی درگذشتند.

#### گرایش‌های فکری و علاقه‌ها
چارلز اسپورجن هنگامی که ۶ ساله بود برای نخستین بار کتاب پیشرفت زائر را مطالعه کرد. وی بیشتر از ۱۰۰ بار این کتاب را در طول زندگی‌اش مرور کرد.
ریاضیات چارلز هم بسیار خوب بود. وی هنگام کودکی، کتاب مقدس را به عنوان جزئی از عبادت‌های خانوادگی مطالعه می‌کرد. چارلز اسپورجن در این دوران تعداد زیادی سرود مذهبی را از برکرده بود و در آینده و در هنگام اندرزگویی به مردم به کار می‌برد.

#### معنویت
در آغاز جوانی او از هوش سرشاری برخوردار بود اما نسبت به همه چیز محتاط و شکاک بود. وی خود را از گناهان معمولی نیز دور نگاه می‌داشت و این به خاطر تأثیر و تربت پدربزرگ و پدرش بود. چارلز اسپورجن در تفکر کودکی می‌پنداشت که کودکی سر به راه و خوب است اما او بعدها بر این باور شد که دست قهارانه خدا بر سر انسان سایه افکنده و می‌بایست از انتقام خدا سخت به هوش باشد.
وی تمام انجیل را خوانده بود و این گونه می‌اندیشید که این کتاب بیشتر تهدیدکننده‌است تا اینکه به او وعده وضعیت و چیزهای نیکو را بدهد. چارلز وقتی بزرگتر شد این اندیشه‌ها را سایه‌ای سنگین بر ذهن خود احساس می‌کرد. در ۶ ژانویه ۱۸۵۰ او در کودکی و سزمای شدید هوا و کولاک مریض شد.
در آن هنگام کارگری به او گفت که تو بسیار تیره بختی و فقط خدا می‌تواند تو را شفا دهد.

## نگارخانه

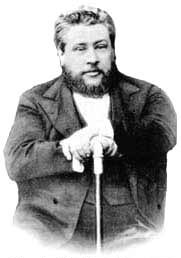
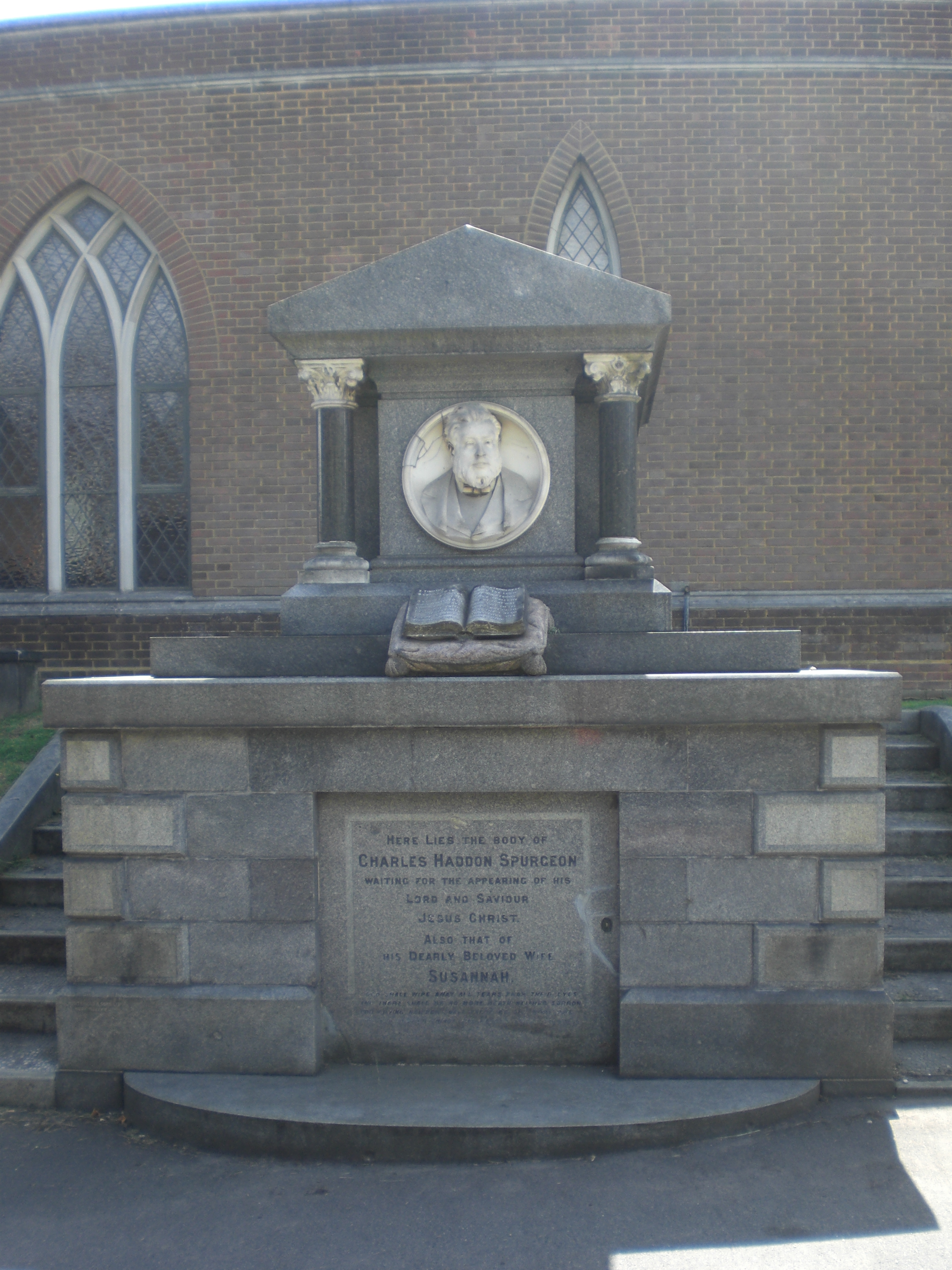